# 羽子板ボルト

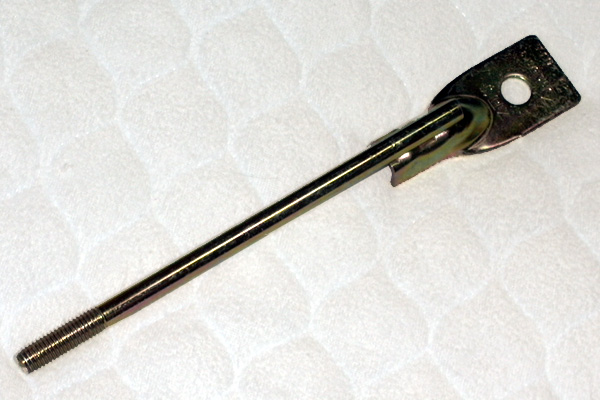
羽子板ボルトM12(腰高タイプ)

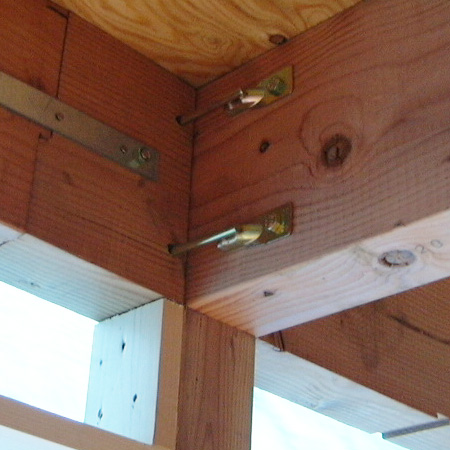
羽子板ボルトM12(使用例)

羽子板ボルト（はごいたボルト）とは、主に木造軸組工法の建物で使用する、補強金物のひとつである。この金物は、地震時や台風時などに梁がはずれて脱落するのを防ぐために必要不可欠な金物で、主に梁の両端部に取り付けるものである。
羽子板のような形状であることから命名された。

## 概要
取り付け方法は、梁に直径14mm程度の穴をあけ、M12の六角ボルトで固定する。羽子板ボルトの先端は、直交梁や通し柱に対して貫通させ、4.5mm×40mm×40mmの座金と六角ナットで締め付ける。
サイズは、長いものや短いものがあるが、太さは一律M12である。
羽子板ボルトの形状は、穴あき平鋼にM12の長ボルトを溶接したものが一般的であるが、座金の収まりが悪いことから、平鋼を変形させて盛り上げて、そこにM12の長ボルトを溶接した、いわゆる腰高方式のものが主流となっている。
許容引張耐力は、7.5kNである。ただし、スクリュー釘ZS50を併用した場合は8.5kNである。